# 의비 양씨
의비 양씨(중국어: 楊宜妃, 생년 미상 - 1581년)는 명 신종의 후궁이다.

## 생애
의비 양씨는 만력제 최초의 희첩(姬妾, 가희 첩) 중 하나로, 명 신종 만력 6년(1578년)에 미녀 선발로 입궁하여, 의비에 책봉되었고, 자녀를 낳은 기록은 없다. 아버지 양신은 딸이 귀해지자, 5품 금의위 천호에 봉해졌다.
만력 8년 12월, 의비 양씨가 사망하였는데, 20세 미만의 나이로 사망하였을 가능성이 높으며, 시호는 영혜(榮惠), 묘소는 금산이다.

## 참고사료
- 《명신종실록》